# Катастрофа L-410 под Мензелинском
Катастрофа L-410 под Мензелинском — авиационная катастрофа, произошедшая в районе города Мензелинска (Татарстан, Россия) 10 октября 2021 года.
Сразу после взлёта из местного аэродрома самолёт L-410, принадлежащий ДОСААФ России начал терять высоту и врезался в землю. На борту находилось 22 человека (20 парашютистов и 2 члена экипажа). Выжили шестеро. Спустя месяц один из них умер.

## Самолёт
Разбившийся самолёт имел бортовой номер RF-94591, заводской 871826, серийный 18-26. Был изготовлен в апреле 1987 года. Имел два турбовинтовых двигателя Walter M-601E.
Начал эксплуатироваться в 1987 году в ВВС СССР, затем в ВВС России, в январе 2014 года поступил в ДОСААФ.

## Экипаж и пассажиры
На борту находилось два лётчика:
- 60-летний командир воздушного судна Михаил Беляев[9].
- 61-летний второй пилот Александр Зыков[9].

На борту находилось 20 парашютистов, все они — граждане России.

## Катастрофа
В 09:05 московскому времени самолёт взлетел с взлётно-посадочной полосы 20 аэродрома Мензелинск.
На высоте около 70 метров у самолёта отказал левый двигатель, о чём лётчики доложили авиадиспетчеру аэродрома и запросили аварийную посадку.
L-410 начал терять высоту. В 09:06 самолёт столкнулся с землёй, задев крылом «Газель», кучу дров и железобетонный забор. В результате столкновения полностью разрушились фюзеляж и крылья. Возгорания не последовало.

## Расследование
Центральное межрегиональное следственное управление на транспорте следственного комитета России начало проверку по факту крушения. Возбуждено уголовное дело.
Среди возможных причин крушения рассматриваются перегруз, отказ одного из двигателей и ошибки экипажа.
В ноябре 2021 года Генеральный прокурор РФ Игорь Краснов заявил, что проведенной по горячим следам проверкой установлен запредельный спектр нарушений от критического перегруза воздушного судна до фальсификации разрешительных и полетных документов.

## Последствия
На месте катастрофы начались спасательные работы, которые вскоре были завершены. Всего в них принимали участие 47 человек и 15 единиц техники.
Центр подготовки космонавтов имени Юрия Гагарина приостановил сотрудничество с аэроклубом в Мензелинске на время расследования причин крушения самолёта.
ДОСААФ России приостановило полёты всех своих самолётов типа L-410.

## Реакция
- Министерство иностранных дел Азербайджана выразило соболезнования в связи с падением самолёта[24][25][26].
- В Министерстве иностранных дел Турции также выразили соболезнования[27][28].
- Председатель Китая Си Цзиньпин направил президенту России Владимиру Путину телеграмму с соболезнованиями по поводу катастрофы[29][30].
- Президент Казахстана Касым-Жомарт Токаев направил телеграмму Владимиру Путину, в которой выразил свои соболезнования и выразил надежду на скорейшее выздоровление пострадавших в катастрофе[31][32].
- Президент Кыргызстана Садыр Жапаров направил телеграмму с соболезнованиями в связи с гибелью людей в катастрофе Владимиру Путину[33].
- Президент Татарстана Рустам Минниханов поручил подготовить предложения по оказанию помощи семьям погибших и пострадавшим при крушении[34] и вылетел на место катастрофы[35][36][37].
- 11 октября в Татарстане объявили днём траура[38][39].
- Самолёт Superjet 100 МЧС России вылетел в Набережные Челны для транспортировки пострадавших в Москву. На борту находится первый заместитель Министра Российской Федерации по делам гражданской обороны Александр Чуприян[40].
- 11 октября власти Татарстана подписали постановление о выплатах размером 1 миллион рублей — семьям погибших в катастрофе, 400 тысяч рублей — пострадавшим[41][42]. 12 октября начались первые выплаты[43].